# Nucleoplastia
La nucleoplastia o coblación es la coagulación con radiofrecuencia del disco vertebral. 